# Municipio de Roberts (Illinois)
El municipio de Roberts (en inglés: Roberts Township) es un municipio ubicado en el condado de Marshall en el estado estadounidense de Illinois. En el año 2010 tenía una población de 925 habitantes y una densidad poblacional de 9,45 personas por km².

## Geografía
El municipio de Roberts se encuentra ubicado en las coordenadas 41°3′42″N 89°13′41″O / 41.06167, -89.22806. Según la Oficina del Censo de los Estados Unidos, el municipio tiene una superficie total de 97.88 km², de la cual 97,63 km² corresponden a tierra firme y (0,25 %) 0,25 km² es agua.

## Demografía
Según el censo de 2010, había 925 personas residiendo en el municipio de Roberts. La densidad de población era de 9,45 hab./km². De los 925 habitantes, el municipio de Roberts estaba compuesto por el 97,51 % blancos, el 0,43 % eran afroamericanos, el 0,32 % eran amerindios, el 0,97 % eran asiáticos, el 0,43 % eran de otras razas y el 0,32 % eran de una mezcla de razas. Del total de la población el 1,3 % eran hispanos o latinos de cualquier raza.